# Bürokratie

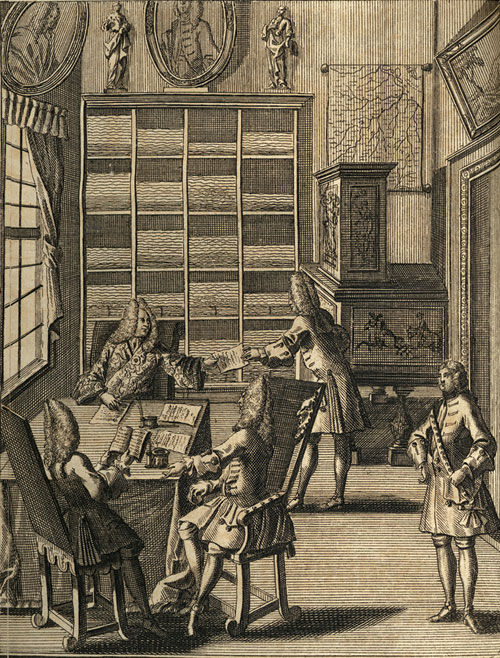
Schreibstube, Deutschland, Julius Bernhard von Rohr (1719)

Bürokratie (deutsch „Herrschaft der Verwaltung“) ist eine staatliche oder nicht-staatliche Verwaltung, die durch klare Hierarchien, Entscheidungen nach Gesetz und Vorschriften und geplantem Verwaltungshandeln innerhalb festgelegter Kompetenzen gekennzeichnet ist.

## Allgemeines
Eine Übersteigerung der Bürokratie wird als Bürokratismus bezeichnet: eine bürokratisch überzogene Handlungsorientierung, welche die Vorschriften über den Menschen stellt und ihn weitgehend als Objekt behandelt. Umgangssprachlich werden Bürokratie und Bürokratismus oft synonym verwendet. Eine weitere Erscheinung ist der Hang zum Bürokratiewachstum, auch als „Bürokratisierung“ bekannt.
Bürokratische Strukturen und Verfahren existieren nicht nur in der öffentlichen Verwaltung, sondern auch in privaten Unternehmen, Kirchen und Non-Profit-Organisationen. Im weitesten alltagssprachlichen Sinne umfasst der Begriff alle mit Schreibarbeit und „Papierkrieg“ befassten nicht-privaten Tätigkeiten, deren Umfang seit den 1940er Jahren weltweit zugenommen hat, um heute wieder leicht abzunehmen.

## Wortherkunft und Konnotation
Das Wort Bürokratie (französisch bureaucratie) wurde von dem Franzosen Vincent de Gournay (1712–1759) geprägt und bereits kurz danach ins Deutsche übernommen. Das Kunstwort ist zusammengesetzt aus bureau und dem französischen Suffix -cratie, das aus altgriechisch -κράτεια/-κρατία -krateia/-kratia zu κράτος krátos „Herrschaft, Gewalt, Macht“ gebildet wurde. Der Ursprung des Wortes Büro (bzw. französisch bureau „Schreibtisch, Arbeitszimmer“) ist das spätlateinische Wort burra in der Bedeutung „grober Wollstoff, zottiges Gewand“. (Dieses Wort bezog sich später auf den Stoff zum Beziehen von Schreibtischen. Danach wurde es auf den Schreibtisch selbst angewendet und letztlich auch auf den Ort übertragen, an dem sich der Schreibtisch befindet.) Wörtlich bedeutet Bürokratie also „Herrschaft der Verwaltung“, wobei der Arbeitsplatz Büro als Metonymie stellvertretend für die Verwaltung steht, die dort geschieht.

Obwohl einige Forscher (u. a. Max Weber) „Bürokratie“ als neutrale Bezeichnung eines soziologischen Phänomens verwenden (vgl. Verwaltungskultur), ist das Wort im allgemeinen Sprachgebrauch praktisch ausschließlich negativ behaftet. Der Ökonom Ludwig von Mises schrieb dazu bereits im Jahr 1944: 

„Die Begriffe Bürokrat, bürokratisch und Bürokratie sind eindeutig Schmähungen. Niemand nennt sich selbst einen Bürokraten oder seine eigenen Geschäftsmethoden bürokratisch. Diese Worte werden immer mit einem ehrenrührigen Unterton verwendet.“

Bürokratie wird oft mit dem Beamtentum der öffentlichen Verwaltung assoziiert, wobei ein überaus formular-, vordruck- und vorschriftenreicher Zustand der Organisation als Folge der Gestaltung der Organisationsstruktur vorliegt, der mehr Personal und Organisationsmittel bindet als ökonomisch optimal wäre (Überorganisation). Aber auch in Ländern, in denen kein Berufsbeamtentum wie in Deutschland existiert, wird Bürokratie oft mit dem öffentlichen Sektor der Gesellschaft gleichgesetzt (public administration, public management oder public service).

## Definition nach Meyers Konversationslexikon von 1894
Meyers Konversationslexikon definierte 1894 „Büreaukratie“ folgendermaßen: „Büreaukratie (franz.-griech., „Schreibstubenherrschaft“), Bezeichnung für eine kurzsichtige und engherzige Beamtenwirtschaft, welcher das Verständnis für die praktischen Bedürfnisse des Volkes gebricht. Auch eine solche Beamtenschaft und ihre Angehörigen nennt man Büreaukratie. Der Boden der Büreaukratie ist der Absolutismus. Das bürokratische Regiment kennzeichnet die Zeit des Polizeistaates, der polizeilichen Bevormundung des Volkes während des 19. Jahrhunderts. Die Begründung der konstitutionellen Regierungsform, das freie Vereins- und Versammlungsrecht, die Bedeutung der Presse für die öffentliche Erörterung der Staatsangelegenheiten, die Anerkennung des Selbstverwaltungsrechts der Gemeinden und höheren Gemeindeverbände sind Momente, welche ein bürokratisches Regiment in der Gegenwart ausschließen. Die Ausdrücke Büreaukratie und Büreaukratismus werden auch als gleichbedeutend mit der Bezeichnung ‚büreaukratisches System‘ gebraucht.“

## Bürokratie bei Max Weber
Der Soziologe Max Weber hat sie als die „rationale“ Form der „legalen Herrschaft“, auch für Unternehmen, bezeichnet und analysiert. Seine Bürokratietheorie (auch Bürokratieansatz genannt) zählt zu den klassischen Organisationstheorien und wird von Weber in seinem 1922 postum erschienenen Werk Wirtschaft und Gesellschaft als Erscheinungsform des Rationalisierungsprozesses behandelt.
Als Idealtypus der Bürokratie sieht Weber die Behörde mit beruflichem Verwaltungsstab an. Die Legitimation der bürokratischen (legalen) Herrschaft liegt in der rationalen Kompetenz des Vorgesetzten, nicht in ihrer traditionalen Kompetenz (wie z. B. bei Erbämtern in einer Monarchie). Sein dritter Herrschaftstypus, die „charismatische Herrschaft“, kommt idealtypischerweise ohne Bürokratie aus. Alle drei Herrschaftsformen sind jedoch Formen „legitimer Macht“. Im Gegensatz zur traditionalen und charismatischen Herrschaft verhindere die Bürokratie die Bevorzugung oder Benachteiligung Einzelner in Form von willkürlichen Entscheidungen, weil sich alle an die gleichen und rational begründeten Spielregeln bzw. Gesetze (eine gesetzte Ordnung) halten sollen. Der Bürokratiebegriff Webers ist somit positiv. Im strengen Sinne ist also nach Weber eine nach z. B. rein politischen Erwägungen arbeitende Verwaltung (etwa die „Kaderverwaltung“ im ehemaligen Sowjetsystem) gar keine „Bürokratie“. Auch Wahlbeamte, wie sie in den meisten deutschen Bundesländern an der Spitze von Behörden wie Landratsämtern und Gemeindeverwaltungen stehen, sind mit Webers Bürokratieverständnis nicht kompatibel.

Max Weber definierte unter anderem folgende Bürokratiemerkmale:
- Trennung von Amt und Person
- Regelgebundenheit
- „Unpersönlichkeit“ bzw. Neutralität des Verwaltungshandelns
- Hierarchieprinzip
- Schriftlichkeit und Aktenkundigkeit der Verwaltung
- Arbeitsteilung und Professionalität

## Neuere Bürokratietheorien
Peter Blau unterzog die Weber’sche These der gleichsam mechanisch arbeitenden Bürokratie einer empirischen Überprüfung und kam zu dem Schluss, dass reale Organisationen nicht ohne informelle Interaktionskanäle und sozio-emotionalen Austausch ihrer Mitglieder funktionieren können. Er untersuchte auch die Prozesse der funktionalen und vertikalen Ausdifferenzierung von Organisationen mit zunehmendem Größenwachstum, die mit einem Anstieg reiner Koordinationsarbeit verbunden sind.
Eines der einflussreichsten Bücher zum Thema Bürokratie und Management war The Organization Man von William H. Whyte (1956). Whyte vertritt die These, dass die in den USA als Folge der Großen Depression in den 1930er Jahren verbreitete Armut und der militärische Drill vieler Menschen während des Zweiten Weltkrieges die Bereitschaft zum Konformismus gefördert habe: Sie sahen Großunternehmen als Quelle von dauerhafter Beschäftigung, Wohlstand und Sicherheit an und ließen sich bereitwillig in Bürokratien eingliedern. Daher prognostizierte er, dass die Gesellschaft künftig von großen bürokratischen Organisationen beherrscht würde, und kritisierte den dadurch drohenden Verlust von Individualität und Kreativität. Er beobachtete auch, dass dieses System dazu führe, risikoscheue Manager herauszubilden, die ihr Leben lang auf ihren Positionen verharren würden, wenn sie keine eklatanten Fehler begingen.
Niklas Luhmann kritisierte das Weber’sche Bürokratiekonzept: Die bürokratische Rationalität sei kein Resultat des zweckrationalen Handelns von Einzelnen, insbesondere kein Instrument der „Organisationsherren“, und auch nicht Ausdruck eines allgemeinen „Rationalismus der Weltbeherrschung“, sondern ein von der Komplexität des Gesellschaftssystems geforderter Mechanismus der Trennung sozialer und personaler Systeme mit dem Ziel der Unsicherheitsabsorption und Kontingenzbewältigung.
Günther Ortmann u. a. weisen auf die Machtblindheit der Modelle bürokratisch-rationaler Organisation hin und betonen die stets vorhandenen mikropolitischen Handlungsspielräume.
Auch Vladimir Shlapentokh und Joshua Woods kritisieren das Bürokratiemodell als zu rationalistisch; es könne die Ursachen von innerorganisatorischen Konflikten nur unzureichend erklären. Sie vergleichen Organisationen mit feudalen Strukturen, in denen es der Zentralgewalt nie gelingt, ihre Regeln in den Substrukturen vollständig durchzusetzen und ihre Einhaltung zu kontrollieren. Die lokalen Substrukturen brechen die Regeln häufig, was zu Rivalitäten, Opportunismus, Misstrauen und Korruption führen kann, aber nicht immer dysfunktional für die Organisation insgesamt sein muss. Die Dezentralisierung der Organisationen und die zunehmend „lose Kopplung“ (Karl Weick) ihrer Substrukturen seit dem letzten Viertel des 20. Jahrhunderts leiste den Autoren zufolge solchen Feudalisierungstendenzen Vorschub.

## Geschichte
Anfänge des bürokratisch organisierten Verwaltungswesens lassen sich am ehesten in der Epoche des Absolutismus feststellen, als Frankreich zum straff zentralisierten Nationalstaat umgebaut wurde. Im Mittelpunkt stand dabei klar die Verwaltung und Mehrung des Vermögens des Königshauses (= Staates). Auch innerhalb der deutschen Territorialstaaten der absolutistischen Epoche lassen sich ähnliche Entwicklungen konstatieren, wobei sich hier bei der fürstlichen Vermögensverwaltung die kameralistische Buchhaltung herausbildete. Parallel dazu entstand die Rechtsdisziplin des Verwaltungsrechtes. Einen anderen Verlauf nahm die Verwaltungsgeschichte in England, wo sich die innere Verwaltungstätigkeit vor und auch relativ lange nach der Industrialisierung auf wenige Funktionen des Nachtwächterstaates beschränkte; nur der Schutz des Verkehrs nach außen bedurfte hier einiger bürokratischer Einrichtungen.
Eine Reform des bürokratischen Systems – damals noch nicht bürokratisch genannt – fand Anfang des 19. Jahrhunderts in Preußen unter Stein und Hardenberg statt. Die verbesserte Effizienz der daraus hervorgehenden Verwaltung führte zu einer breiten Übernahme in vielen Staaten.
Grundlegende Änderungen in der Verwaltungsführung waren erst ab der Mitte des 20. Jahrhunderts zu beobachten. Auf Basis immer neuer staatlicher Aufgaben im Zuge des Aufbaus einer von der Sozialforschung unterstützten Leistungsverwaltung glaubte man, durch Prognosen staatliches Handeln planen und das Verhalten der Bürger rational lenken zu können. Daraus entwickelte sich in den 1960er- und 1970er-Jahren die so genannte „Planungseuphorie“. Sie führte zu einem starken Anschwellen der Verwaltung und der Vorschriften. Erst in den 1980er-Jahren begann man gegenzusteuern; weitreichende Reformen wurden allerdings in Deutschland nicht durchgesetzt.
In England und den USA begann sich hingegen gegen Ende der 1970er-Jahre eine Reformbewegung zu entwickeln, die auch als Neoliberalismus bekannt ist. Unter Margaret Thatcher und Ronald Reagan wurde das Konzept des schlanken Staates zum Teil umgesetzt. Der Staat wird hierbei in seinen Aufgaben beschränkt und früher staatlich erbrachte Leistungen werden privatisiert mit der Absicht, dass anstelle des Staates der Markt die Regulierung der Gesellschaft übernimmt.
In Deutschland haben neuere Reformbewegungen in den 1990ern begonnen. Neben einer Vielzahl von Privatisierungen – meist durch die Europäische Union initiiert – entwickelte sich auf Grundlage des New Public Management das Neue Steuerungsmodell. Hierin vereinen sich eine Vielzahl von Reformideen wie die der Verwaltung als Dienstleister und das Konzept der bürokratischen Verfahren als Leistungsprozess mit neuen Buchführungsmethoden und der Privatisierung von Leistungen, die verstärkt von privater Hand erbracht werden sollen.
Seit dem Ende der 1990er-Jahre wird zudem das E-Government immer stärker diskutiert. Mit Hilfe des Internets und elektronischer Datenverarbeitung soll vor allem der Aufwand durch bürokratische Regulierung für Unternehmen und Bürger reduziert werden. Parallel dazu nimmt auch E-Demokratie eine immer stärkere Rolle ein, um Bürger stärker an Gesetzgebungsverfahren zu beteiligen. Hier soll ein grundlegendes Problem der Gesetzgebung und damit der Bürokratie an sich gelöst werden. Durch Lobbyarbeit konnten bisher einzelne Interessengruppen Vorschriften und Gesetze durchsetzen, die für eine Mehrheit der Betroffenen nachteilig, für die kleine Gruppe der Lobbyarbeiter (z. B. die Wirtschaft, aber auch einzelne Teile der Verwaltung selber) jedoch positive Auswirkungen hatte. Die Vielzahl unnötiger Regelungen wird häufig hierauf zurückgeführt. Durch eine breitere Einbindung der Betroffenen erhofft man sich hier sinnvollere Regelungen.
Das Vertrauen in die Bürokratie der öffentlichen Verwaltung ist in Europa sehr unterschiedlich ausgeprägt. Der Habsburger Effekt bezeichnet jüngst wissenschaftlich – statistisch belastbar – nachgewiesene Zusammenhänge zu Osteuropa zwischen ehemaligem habsburgischem Gebiet und heute dort lebenden Menschen und deren geringerer Neigung zu Bestechung bzw. höherem Vertrauen in lokale Verwaltung, Polizei und Gerichtsbarkeit im Vergleich zu Menschen auf der anderen Seite der ehemaligen Grenze.

## Vor- und Nachteile
Während bis in die 1960er Jahre das Bürokratiemodell als Errungenschaft einer an Leistung und Effizienz orientierten Gesellschaft galt, durch welches Neutralität hergestellt und Korruption und Nepotismus ausgeschaltet werden, hat sich die Bewertung in den letzten Jahrzehnten sehr verändert. Überwiegend werden heute die negativen Folgen für die Gesellschaft hervorgehoben, die sich z. B. aus erschwerten oder ungleichen Zugangsmöglichkeiten zu bürokratischen Systemen und ihrer vergleichsweise geringen Effizienz ergeben.

### Vorteile
(u. a. nach Max Weber)
- Bürokratie ist ein Instrument rationaler Herrschaftsausübung. (Hierauf beruhen nach Max Weber ihre wesentlichen Vorteile gegenüber einem irrationalen, oft nur gewohnheitsmäßigen Handeln, andererseits aber auch ihre Schwäche verglichen mit einer staatsmännischen Meisterung drängender Probleme.)
- Gerechtigkeit: Bürokratische Strukturen schützen vor willkürlicher Ausübung von Staatsgewalt durch deren Bindung an allgemeine Gesetze. Wer diese verletzt, wird zur Verantwortung gezogen.
- Entlastung: Das Handeln nach vorgegebenen Regeln erleichtert dem einzelnen Bürokraten seine Verantwortung.
- Neutralität: Bürokratie behandelt im Regelfall alle gleich und ist als Verwaltungsordnung neutral.
- Sicherheit: Bürokratische Vorschriften geben für viele Lebensbereiche sichere und verlässliche Regelungen und dienen dadurch z. B. der Verhütung von Unfällen, Krankheiten und anderen Schäden.
- Rationalisierung: Wiederholt auftretende Probleme werden nach einem vorgefertigten Schema gelöst. So muss nicht jedes Problem jedes Mal neu gelöst werden. Andererseits werden dadurch bürokratische Entscheidungen den Besonderheiten der Einzelfälle oft nicht gerecht.
- Effizienz: Hierarchische Strukturen mit einer Arbeitsteilung nach Zuständigkeiten führen zu einer effizienten Arbeitsorganisation: Jeder entscheidet das, was er kann und darf (wofür er „kompetent“ ist). Auch der Einsatz bewährter Denkweisen und Techniken dient der Effizienz.
- Stabilität und Kontinuität: Bürokratische Strukturen und Verfahren werden nicht sprunghaft verändert und sind daher stabil und verlässlich.
- Abgewogenheit/Gewissenhaftigkeit: Bürokratische Entscheidungen werden abgewogen und durchdacht, sodass Voreiligkeit nicht zu falschen Entscheidungen führt.
- Datenerhebung: Bürokratische Formulare dienen der Sammlung von Informationen, die von der Verwaltung für Statistiken und Planungen genutzt werden können.

### Nachteile
Nachteile einer Bürokratisierung zeigen sich nicht nur im Staat, sondern auch in der Industrie und in anderen gesellschaftlichen Organisationen. Im staatlichen und überstaatlichen (insbesondere im europarechtlichen) Bereich liegen Risiken in einem Übermaß der Verrechtlichung und der damit verbundenen „Bürokratisierung“ des Lebens. Für diese gibt es naheliegende Gründe: In einem Rechtsstaat darf die Verwaltung nicht gegen Gesetze verstoßen (Vorrang des Gesetzes) und nicht ohne gesetzliche Grundlage in Rechte des Einzelnen eingreifen (Vorbehalt des Gesetzes). Das führt dazu, die Grundlagen und Grenzen bürokratischen Handelns durch Gesetze, d. h. durch generelle Vorschriften, zu ziehen. Doch unter genereller Normierung leidet oft die Einzelfallgerechtigkeit, denn durch generelle Normen lässt sich die Vielfalt des Lebens nicht angemessen erfassen, wie schon Platon und Aristoteles in heute noch gültiger Weise dargelegt haben. Um gleichwohl der Vielgestaltigkeit des Lebens Rechnung zu tragen, finden sich in einem Rechtsstaat viele Ausnahme- und Sonderregeln für staatliches Handeln und ein immer komplizierteres System von Rechtsvorschriften. Doch selbst dieses Übermaß an rechtlichen Regelungen kann prinzipiell der Vielgestaltigkeit der Einzelfälle nicht angemessen sein. Insbesondere kann es, gemessen am eigentlichen Verwaltungszweck, einen unverhältnismäßig hohen Aufwand an Kosten, Zeit und Kraft zu Lasten zügigen und einfachen Handelns erfordern. Überdies haben viele Bürger nicht den notwendigen Überblick über den Normenkomplex; das kann auch zu Ungleichbehandlungen führen: derjenigen, die sich im System der Vorschriften zurechtfinden, und derer, die das nicht können. All dies fügt sich in das von Max Horkheimer aufgewiesene Bild einer Welt, in der das „Instrumentelle“ überhandnimmt.
Ein Ausweg kann darin liegen, Entscheidungskompetenzen in hohem Maße zu dezentralisieren, zugleich das Subsidiaritätsprinzip streng einzuhalten und für eine Verwaltungskultur zu sorgen, die es gestattet, der Verwaltung angemessene Ermessensspielräume zu gewähren, damit sie den konkreten Situationen gerecht werden kann. Auf diesem Wege kann man überschaubare Lebens- und Funktionsbereiche schaffen, dadurch die demokratische Teilhabe der Bürger am politischen System stärken und dieses insgesamt vermenschlichen.
Mängel des bürokratischen Systems entstehen auch, wenn bei Verwaltungsreformen taktische Überlegungen und Macht eine Rolle spielen, insbesondere dann, wenn die zur Reform berufenen Behörden selbst von der Reform betroffen sind. All dies kann zu bürokratischen Strukturen führen, die im Widerspruch zu einem demokratischen Verständnis stehen, nach welchem die Verwaltung den Bürgern dienen soll.
Aus verwaltungswissenschaftlicher Perspektive kann zudem moniert werden, dass die vorherrschende negative Koordinationslogik zu suboptimalen Entscheidungen führen kann. Außerdem sind aufgrund des stark ausgeprägten Prinzips der örtlichen Zuständigkeit negative Außenwirkungen von Verwaltungshandeln zu bedenken. Des Weiteren kann mit Blick auf das Gesetzgebungsverfahren die Informationsasymmetrie zwischen bürokratischen Experten und Politikern als Generalisten aus demokratietheoretischer Sicht als potenziell gefährlich eingestuft werden.

## Entbürokratisierung
Das Schlagwort Bürokratieabbau findet sich häufiger in Politik und Wirtschaft. Gemeint ist in der Regel ein Abbau von Vorschriften und Gesetzen, aber auch eine erhöhte Transparenz behördlichen Handelns.

### Abbau von Vorschriften
Von der Entbürokratisierung erhofft man sich eine höhere Flexibilität. In Unternehmen (und teilweise auch in Behörden) wird zunehmend versucht, Ziele an die Stelle von Regeln zu setzen. Ein Unternehmensteil wird somit nicht mehr über die Vorgabe von Prozessen gesteuert, sondern durch die Vorgabe von Zielen. Der Weg zur Zielerreichung ist dem Tochterunternehmen freigestellt.
In der Politik ist dies allerdings weitaus schwerer umsetzbar. In Deutschland spezifisch stellt der Föderalismus eine hohe Hürde dar. Durch die zahlreichen teilweise konkurrierenden Normsetzungskompetenzen wird eine Einigung zwischen kreis-, landes- über bundespolitischen Ebenen komplex. Hinzu kommt, dass das Ziel der Entbürokratisierung zwar überwiegend geteilt wird, im Einzelfall aber meist umstritten ist. So wäre zum Beispiel der Abbau von Sicherheitsvorschriften in der Chemie zum Vorteil der Wirtschaft, könnte für die Bevölkerung jedoch gesundheitliche Nachteile haben.
Ein entgegengesetztes Ziel wird teilweise in Ländern der so genannten Dritten Welt verfolgt. Da hier bisher fehlende gesetzliche Regelungen eine fehlende Rechtssicherheit zur Folge haben, wird hier eine „Bürokratisierung“ gefordert.

### Automatisierung
Viele Aufgaben der Bürokratie treten oft in wenig veränderter Form oder wiederholt mit geringen Veränderungen auf. Moderne Informationstechnik kann die Unterstützung liefern, mit der Standardprozesse schnell, fehlerfrei und aufwandsarm abgewickelt werden können. Die Kameralistik heutiger öffentlicher Verwaltungen erlaubt eine zügige Investition in entsprechende Unterstützung nicht oder nur zögerlich. Es ist den Bürgern ein stetes Ärgernis, erleben zu müssen, dass die öffentliche Verwaltung alle Optionen hätte, solche Unterstützung zu nutzen, aber in großer Trägheit dem Anspruch einer leistungsfähigen Dienstleistung kaum nachkommt.

## Situation in einzelnen Ländern

### Deutschland
Im Oktober 2007 gelangten statistisch fundierte Zahlen über die Bürokratiebelastung der deutschen Unternehmen durch Bundesgesetze an die Öffentlichkeit. Das Statistische Bundesamt bezifferte die durch diese Gesetze verursachten Bürokratiekosten auf 31,2 Mrd. €. Ein Aufschlag für durchschnittliche „Overhead-Kosten“ gemäß den Erfahrungsdaten aus anderen EU-Staaten erhöht die Gesamtkostenbelastung der deutschen Unternehmen auf etwa 39 Mrd. € jährlich. Hinzu kommen noch die bislang nicht quantifizierten Kosten durch Länder und Kommunen. Die Bürokratiekosten für die Bürger sind in diesen Zahlen nicht enthalten. Verursacht wird die Bürokratiebelastung durch rund 90.000 Vorschriften, die deutsche Unternehmer einzuhalten und zu beachten haben. Derzeit existieren alleine auf Bundesebene gut 1.800 Einzelgesetze mit mehr als 55.000 Einzelnormen; darüber hinaus umfassen 2.728 Rechtsverordnungen rund 40.000 Einzelvorschriften.

### Italien
Als ein sehr bürokratisches Land gilt Italien:

„Eine überall präsente, nahezu allmächtige Bürokratie ist die Geißel von Bella Italia. Zigtausende von Stunden verbringen die Bürger in den Warteschlangen vor Schaltern und Büros, sei es im Rathaus oder bei der Post. Unendlich viele Arbeitsstunden gehen unproduktiv verloren. Der Aufwand und die Gebühren ersticken viele wirtschaftliche Initiativen. Produktivitäts- und Wachstumsverluste, hohe Arbeitslosigkeit gerade unter den jungen Italienern sind der Preis des Bürokratie-Wahnsinns. Alles muss registriert, notifiziert, beurkundet und natürlich bezahlt werden. […] der Möbelriese Ikea [stornierte] jüngst seinen Plan, in die Nähe von Pisa ein weiteres Möbelhaus zu stellen und so en passant etwa 350 Jobs zu schaffen. Sechs Jahre Wartezeit auf eine Genehmigung war den Skandinaviern einfach zu viel. Und weil viele fremde Unternehmer und Manager ähnlich wenig Geduld haben, ist der Anteil der Auslandsinvestitionen in Italien auch nur halb so hoch wie im Durchschnitt der Euro-Länder.“

Die Bewohner Oberitaliens konnten im Rahmen der Grenzveränderungen des 19. und 20. Jahrhunderts verschiedene bürokratische Verwaltungsmodelle erfahren. Die Repräsentanten des italienischen Staates mit seinen historisch gewachsenen, aber extrem unterschiedlichen Piemonteser bzw. neapolitanisch-sardischen Wurzeln erwiesen sich in ihrer Psychologie und ihrer Berufsauffassung nach als „noch viel fremdartiger als die alten habsburgisch-österreichischen Bürokraten“. Vom Stereotyp aus gesehen war der habsburgische Beamte konservativ, unflexibel und autoritätshörig, jedoch kaum bestechlich. Mit der Ankunft Italiens häuften sich Angelegenheiten, wo Bestechung notwendig und möglich war. Italienischen Beamten wurde die Neigung zur Haarspalterei, Nachlässigkeit und Abwesenheit vom Arbeitsplatz nachgesagt. Auch unklar formulierte italienische Gesetze und die Langsamkeit der Magistratur wurde von den neuen italienischen Untertanen als „Schock“ erlebt. Im Gegensatz dazu war für habsburgische Beamte ein Rückstand bei der Aktenerledigung eine persönliche Schande.
Der zentralistisch organisierte italienische Staatsapparat nahm auf lokale Interessen wenig Rücksicht und dessen Unverständnis für die Spezifika der einzelnen Regionen (Veneto, Triest, Görz, Friaul, Istrien) wurde als „mit administrativer Inkompetenz gepaarte Präpotenz“ bezeichnet. Bald nach 1918 wurde selbst von ehemaligen Irredentisten die ehemalige dezentralisierte habsburgische Verwaltung gelobt. Laut dem italienischen Schriftsteller Paolo Rumiz wurde ab 1918 binnen zwei Jahren 40.000 effiziente habsburgische Bürokraten durch eine inkompetente italienische Verwaltung ersetzt.

## Bürokratie in Literatur und Satire
Charles Dickens hat in seinem Roman Little Dorrit (geschrieben 1855 bis 1857) die Bürokratie in seiner Beschreibung des Circumlocution Office („Amt für Umschweife“) persifliert. Er kritisiert darin die Gewohnheit, sich mit allem zu beschäftigten und viele Formulare auszufüllen, aber vor lauter Umständen nichts zu schaffen und dabei jeden Fortschritt zu hemmen.
Der von Franz Kafka unvollendete Roman Das Schloss handelt von einem Landvermesser und seinen Problemen der bürokratischen Verwaltung. Sein Roman Der Prozess zeigt die Machtlosigkeit von Individuen gegenüber dem Eigenleben bürokratischer Apparate.
Bei Asterix und Obelix taucht der Passierschein A38 als Beispiel für übertriebene Bürokratie auf.
Reinhard Mey hat mit seinem Lied „Ein Antrag auf Erteilung eines Antragformulars“ 1977 die deutsche Bürokratie persifliert.
Im Zusammenhang mit der Einführung des Hauspostumschlags für die innerbehördliche Kommunikation steht eine Satire in der Mitarbeiterzeitschrift der Universität zu Köln über das Unvermögen, mit diesem Büromaterial angemessen umzugehen.
Auf einer Demonstration vor dem CDU-Parteitag am 3. Februar 2025 ist der Begriff „Bürokratiemonster“ von der Initiative Lieferkettengesetz sprichwörtlich genommen worden, indem sie dem Begriff Gesichter gegeben haben. Daraus ist in der Folge ein Crowdfunding und eine Webseite entstanden. Der Fokus liegt hierbei auf der Nutzung des Begriffes Bürokratiemonster, um vor allem Regulierung zu kritisieren, die Umwelt oder Menschenrechte schützt.